# Finn Wolfhard
Finn Wolfhard (Vancouver, Columbia Británica; 23 de diciembre de 2002) es un actor y músico canadiense. Es más conocido por interpretar a Mike Wheeler en la serie original de Netflix Stranger Things y a Richie Tozier en la película de 2017 It.

## Primeros años
Wolfhard nació en Vancouver, Canadá, en una familia de ascendencia francesa, alemana y judía. Su padre, Eric Wolfhard, es un investigador en reclamos de tierras aborígenes.

## Carrera

### Actuación
Wolfhard obtuvo su primer trabajo como buen actor en un comercial de Craigslist. Hizo su debut en televisión como Zoran en The 100, seguido de su papel como Jordie Pinsky en Supernatural. En 2016, Wolfhard comenzó a desempeñar el papel de Mike Wheeler en la serie de Netflix Stranger Things. Hizo una audición para el papel a través de un vídeo después de ver un casting. El elenco de la serie ganó un Premio SAG a la «Mejor interpretación por un elenco en una serie de drama».
Interpretó a Richie Tozier en la adaptación cinematográfica de la novela de Stephen King It, estrenada el 8 de septiembre de 2017. El casting de Wolfhard en Stranger Things e It, ambas ambientadas en los años 80, es el resultado de una coincidencia. Según Wolfhard, inicialmente fue elegido para interpretar a Richie cuando Cary Fukunaga fue agregado como director y coguionista, pero cuando Fukunaga abandonó el proyecto por diferencias creativas, el papel fracasó, lo que le permitió seguir en Stranger Things. Una vez que Andy Muschietti asumió el rol de director de It, Wolfhard tuvo que volver a audicionar para el papel de Richie.
En la serie animada de Netflix Carmen Sandiego, él presta su voz para el personaje Player, el principal cómplice y amigo del personaje protagonista. La serie, que consta de veinte episodios, se estrenó en 2019.
El 22 de septiembre de 2017, se anunció que Wolfhard había sido elegido para interpretar a Tyler, un altruista y considerado repartidor de pizzas, en la película dirigida por Ken Marino Dog Days. Además, Wolfhard también fue elegido para la película The Turning, basada en la adaptación de la novela de Henry James The Turn of the Screw.
En 2018, Wolfhard se unió al elenco de The Goldfinch, película dirigida por John Crowley, adaptación de la novela de Donna Tartt (novela ganadora del Premio Pulitzer), interpretando al joven Boris Pavlikovsky, un estudiante ucraniano.

### Música
Además de actuar, Wolfhard fue vocalista y guitarrista principal de una banda alternativa con sede en Vancouver llamada Calpurnia. Calpurnia firmó con la disquera británica/independiente Royal Mountain Records en noviembre de 2017. La banda lanzó el álbum Scout a mediados de 2018. En 2019 la banda Calpurnia se disolvió, pero Wolfhard y su amigo y excompañero en Calpurnia Malcolm Craig decidieron formar una nueva banda llamada The Aubreys. Su primer EP, Soda & Pie, fue lanzado en 2020 y contiene tres canciones.

## Filmografía

### Cine
| Año  | Título                                      | Papel                 | Notas            | Ref(s) |
| ---- | ------------------------------------------- | --------------------- | ---------------- | ------ |
| 2013 | Aftermath                                   | Charles (joven)       | Cortometraje     | [ 18 ] |
| 2013 | The Resurrection                            |                       | Cortometraje     |        |
| 2017 | It                                          | Richie Tozier (joven) | Elenco principal | [ 7 ]  |
| 2018 | Dog Days                                    | Tyler                 |                  | [ 13 ] |
| 2018 | Howard Lovecraft and the Kingdom of Madness | Herbert West (voz)    |                  |        |
| 2019 | The Turning                                 | Miles                 | Elenco principal | [ 14 ] |
| 2019 | It: Chapter Two                             | Richie Tozier (joven) | Elenco principal | [ 19 ] |
| 2019 | The Goldfinch                               | Boris (joven)         | Elenco principal | [ 15 ] |
| 2019 | The Addams Family                           | Pugsley Addams (voz)  | Elenco principal | [ 20 ] |
| 2020 | Rules for Werewolves                        | Bobert                | Cortometraje     |        |
| 2021 | Ghostbusters: Afterlife                     | Trevor Spengler       | Elenco principal | [ 21 ] |
| 2022 | Pinocchio                                   | Candlewick (voz)      | Elenco principal | [ 22 ] |
| 2023 | When You Finish Saving the World            | Ziggy Katz            | Protagonista     | [ 23 ] |
| 2023 | Hell of a Summer                            | Chris                 | Elenco principal | [ 24 ] |
| 2024 | Ghostbusters: Frozen Empire                 | Trevor Spengler       | Elenco principal | [ 25 ] |
| 2024 | Saturday Night                              | Empleado de NBC       |                  | [ 26 ] |
| 2025 | The Legend of Ochi                          | Petro                 | Elenco principal | [ 27 ] |

### Televisión
| Año           | Título                    | Papel                               | Notas                                            | Ref(s) |
| ------------- | ------------------------- | ----------------------------------- | ------------------------------------------------ | ------ |
| 2014          | The 100                   | Zoran                               | Aparición en el episodio «Many Happy Returns»    | [ 28 ] |
| 2015          | Supernatural              | Jordie Pinsky                       | Aparición en el episodio «Thin Lizzie»           | [ 4 ]  |
| 2016-presente | Stranger Things           | Mike Wheeler                        | Elenco principal                                 | [ 5 ]  |
| 2017          | Young Math Legends        | Gauss (joven)                       | Cortometraje animado por Flatland en VHX         | [ 29 ] |
| 2019-2021     | Carmen Sandiego           | Player (voz)                        | Elenco principal                                 | [ 12 ] |
| 2020          | Smiling Friends           | Man Living in a wall / Biblie (voz) | Aparición en el episodio «Desmond's Big Day Out» | [ 30 ] |
| 2021          | Duncanville               | Jeremy / Norman (voz)               | Aparición en el episodio «Das Banana Boot»       | [ 31 ] |
| 2023          | Scott Pilgrim da el salto | Joven Scott Pilgrim (voz)           | Aparición en el episodio «Ramona Rents a Video»  | [ 32 ] |

### Como Director
| Año  | Título           | Notas                                                         | Ref(s) |
| ---- | ---------------- | ------------------------------------------------------------- | ------ |
| 2017 | Sonora           | Video musical por Spendtime Palace, codirector y protagonista | [ 33 ] |
| 2020 | Night Shifts     | Cortometraje                                                  | [ 34 ] |
| 2023 | Hell of a Summer | Estreno teatral debut como director                           | [ 35 ] |

### Series web
| Año  | Título                | Papel    | Notas                               | Ref(s) |
| ---- | --------------------- | -------- | ----------------------------------- | ------ |
| 2017 | Guest Grumps          | Él mismo | 2 episodios                         | [ 36 ] |
| 2018 | Ten Minute Power Hour | Él mismo | Episodio: "Un yeti en mi spaghetti" |        |

### Vídeos musicales
| Año  | Artista(s)       | Canción                | Notas                       | Ref(s) |
| ---- | ---------------- | ---------------------- | --------------------------- | ------ |
| 2012 | Facts            | «Retro Oceans»         |                             | [ 37 ] |
| 2013 | Hey Ocean!       | «Change»               |                             | [ 38 ] |
| 2014 | PUP              | «Guilt Trip»           | Como Stefan Babcock (joven) | [ 39 ] |
| 2016 | PUP              | «Sleep In The Heat»    | Como Stefan Babcock (joven) | [ 40 ] |
| 2017 | Spendtime Palace | «Sonora»               | Codirector y actor          | [ 41 ] |
| 2018 | Ninja Sex Party  | «Danny Don't You Know» | Danny Sexbang (joven)       |        |
| 2019 | Weezer           | «Take on me»           | Como Rivers Cuomo (joven)   | [ 42 ] |

### Podcasts
| Año  | Título              | Personaje     | Notas                                                           | Ref(s) |
| ---- | ------------------- | ------------- | --------------------------------------------------------------- | ------ |
| 2020 | SModcast            | Él mismo      | Episodio: "426: Lo más extraño de Finn"                         | [ 43 ] |
| 2020 | Lackluster Video    | Él mismo      | 10 Episodios                                                    |        |
| 2021 | The Headgum Podcast | Él mismo      | Episodio: "Bombard Wolfhard"                                    | [ 44 ] |
| 2022 | The A24 Podcast     | Él mismo      | Episodio: "Extraña adolescencia con Sadie Sink y Finn Wolfhard" |        |
| 2023 | Springleaf          | Serpico (voz) | Episodio: "Episodio: 6"                                         |        |

## Premios y nominaciones
| Año  | Premio                                    | Categoría                                                                                         | Trabajo nominado                 | Resultado | Ref.             |
| ---- | ----------------------------------------- | ------------------------------------------------------------------------------------------------- | -------------------------------- | --------- | ---------------- |
| 2017 | Premios del Sindicato de Actores          | Premio del Sindicato de Actores al mejor reparto de televisión - Drama (compartido con el elenco) | Stranger Things                  | Ganador   | [ 45 ] [ 46 ]    |
| 2017 | Teen Choice Awards                        | Estrella Revelación de Televisión                                                                 | Stranger Things                  | Nominado  | [ 47 ]           |
| 2018 | Premio del Sindicato de Actores           | Premio del Sindicato de Actores al mejor reparto de televisión - Drama                            | Stranger Things                  | Nominado  | [ 48 ]           |
| 2018 | MTV Movie & TV Awards                     | Mejor equipo en pantalla (compartido con el elenco)                                               | It                               | Ganador   | [cita requerida] |
| 2019 | People's Choice Awards                    | La estrella de TV masculina                                                                       | Stranger Things                  | Nominado  | [ 49 ]           |
| 2019 | Teen Choice Awards                        | Mejor actor del verano                                                                            | Stranger Things                  | Nominado  | [ 50 ]           |
| 2020 | Atlanta Shortsfest Awards                 | Mejor Director                                                                                    | Night Shifts                     | Ganador   | [ 51 ]           |
| 2021 | Audie Awards                              | Audie Award for Original Work                                                                     | When You Finish Saving the World | Ganador   | [ 52 ]           |
| 2022 | Premios Saturn                            | Mejor interpretación de un actor/actriz joven                                                     | Ghostbusters: Afterlife          | Ganador   | [ 53 ]           |
| 2023 | Kids' Choice Awards                       | Actor Favorito de TV - Programa Familiar                                                          | Stranger Things                  | Ganador   | [ 54 ]           |
| 2023 | Festival Internacional de Cine de Toronto | Locura de medianoche                                                                              | Hell of a Summer                 | Nominado  | [ 55 ]           |